# Haggler
Haggler o Nopkehe (1700-1763) fou eractasswa (cap suprem) dels catawbes, del 1750 al 1763. Substituí el cap Yanabe Yatengway, mort en un atac dels iroquesos la tardor del 1749. El 1751 va fer la pau amb els iroquesos i va intentar refer una nació delmada pels atacs i malalties. En general va tenir bones relacions amb els blancs, i poc abans de morir negociaria el territori reserva de la seva tribu a Carolina del Sud.